# Rösli Streiff
Rösli Streiff, née le 16 janvier 1901 à Glaris et morte le 7 février 1997 à Glaris, est une skieuse alpine suisse originaire de Glaris.

## Palmarès

### Championnats du monde
| Épreuve / Édition               | Descente | Slalom | Combiné                          |
| ------------------------------- | -------- | ------ | -------------------------------- |
| Mondiaux 1931 Mürren            | 12e      | 8e     | Épreuve inexistante à cette date |
| Mondiaux 1932 Cortina d'Ampezzo | 8e       | Or     | Or                               |
| Mondiaux 1933 Innsbruck         | 22e      | 5e     | 8e                               |
| Mondiaux 1934 Saint-Moritz      | 6e       | 8e     | 7e                               |
| Mondiaux 1935 Mürren            | 29e      | 6e     | 16e                              |
| Mondiaux 1936 Innsbruck         | 16e      | 13e    | 15e                              |

## Arlberg-Kandahar
- Meilleur résultat : 3e place dans le slalom et le combiné 1931 à Mürren